# Schneider 10M
Le Schneider 10M est un avion de combat multiplace français de l'entre-deux-guerres qui ne dépassa pas le stade de prototype.
Étudié par l'ingénieur Lepère, qui avait dessiné le chasseur Packard-Lepère LUSAC-11 pour l’armée américaine, cet appareil apparu en 1924 se présentait comme un monoplan cantilever tracté par deux moteurs Lorraine de 450 ch, ces moteurs étant situés à l’avant de poutres porte-empennages incorporant le carénage des jambes du train principal. Disposant d’un équipage de trois hommes, le Schneider 10M pouvait recevoir 6 mitrailleuses, dont 4 jumelées. Construit presque uniquement en alférium, un alliage d’aluminium mis au point par Schneider Cie, il fut présenté au salon de l’Aéronautique fin 1924 et prit l’air en mars 1925 piloté par Clément Moutonnier. Manquant de rigidité et mal équilibré, le prototype fut accidenté à l’atterrissage peu après son premier vol et abandonné.  

## Sources
1. 1 2 3  Georges Bondoux